# Слоновая кость, обезьяны и павлины
«Слоновая кость, обезьяны и павлины», или «Царица Савская» (1923) — картина шотландского художника-символиста Джона Дункана, известная также в двух более ранних версиях.
Название для этой картины на ветхозаветный сюжет заимствовано из Третьей книги Царств (10:22): «… в три года раз приходил [к царю Соломону] Фарсисский корабль, привозивший золото и серебро, и слоновую кость, и обезьян, и павлинов». В центре композиции — легендарная царица Савская, чей визит к царю Соломону описан в той же главе (10:1—13). Тема пышной процессии, в которой царица прибыла на встречу с Соломоном («И пришла она в Иерусалим с весьма большим богатством: верблюды навьючены были благовониями и великим множеством золота и драгоценными камнями…», 3 Цар. 10:2) соединена здесь с описанием богатых даров, раз в три года поступавших в Иерусалим из Фарсиса.
Дункан подчёркивает не только роскошь и богатство библейской царицы, но и, в первую очередь, экзотический и эротический характер этого образа, отдавая дань традициям романтического ориентализма. Царицу сопровождают придворные верхом на верблюдах, музыканты и нагие танцовщицы; часть её свиты составляют египтяне и эфиопы. Сама царица Савская изображена с обнажённой грудью; скрестив ноги, она восседает на слоне, покрытом богато изукрашенной попоной. Участники процессии ведут на поводках белых павлинов и обезьяну, а слоновая кость представлена на картине и непосредственно (бивни слона), и метафорически (белые с лёгким желтоватым оттенком тела танцовщиц).
По всей вероятности, Дункан испытал влияние некоторых литературных интерпретаций сюжета о царице Савской — в частности, стихотворения Джона Мейсфилда «Корабельные грузы» (Cargoes, 1902), где упоминаются «слоновая кость, обезьяны и павлины», прибывающие морем из «дальнего Офира» (который здесь, по-видимому, отождествляется с Фарсисом) — и близких ему по времени отражений этой темы в изобразительном искусстве, таких как монументальное полотно Эдварда Джона Пойнтера «Визит царицы Савской к царю Соломону» (1882).
Картине 1923 года, хранящейся в коллекции городских музеев Глазго, предшествовали ещё две работы с таким же названием. По композиции они аналогичны окончательной версии, но отличаются от неё размерами, общим колористическим решением и прорисовкой фигур.
Первая версия, размерами 44,9 х 61,2 см, написана темперой по холсту в период с 1909 по 1920 год и ныне хранится в одном собрании с версией 1923 года (Ресурсный центр городских музеев Глазго, № 3410).
Вторая, размерами 47 x 68,5 см, выполнена на бумаге в смешанной технике (гуашь, акварель, цветные мелки, графит) и приблизительно датируется 1920 годом; в 2015 году эту работу приобрела Национальная галерея Шотландии (№ D5660).

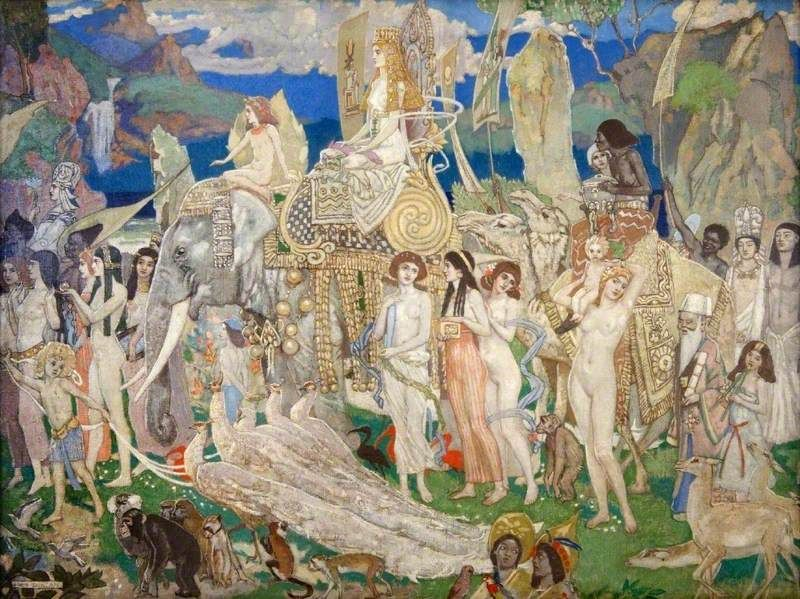
Версия 1909-1920 годов (холст, темпера)
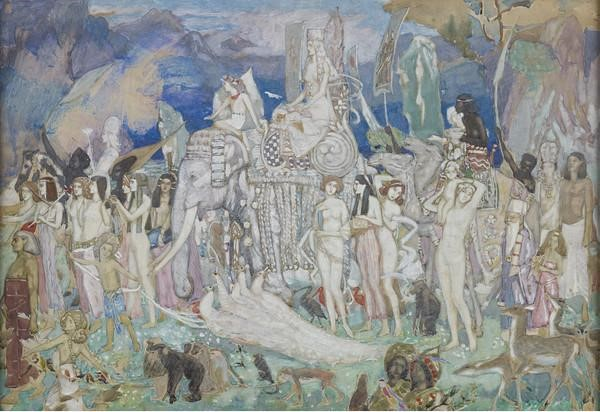
Версия ок. 1920 года (бумага, смешанная техника)